# 人类的性
人類的性（英語：Human sexuality），指人類在性上的各種表達和經歷。
每個歷史時期、每個國家對性的認識各有不同，因此性背後所代表的意義會隨著不同背景而大幅度改變，目前人類仍然難以精確的定義“何為性”。人類的性不僅涵蓋了繁殖，也包括了情色性、身體親密、親密感情、社交和宗教靈性等領域。
身體或生物上的性主要牽涉到人類的繁殖功能，乃至人类性反应周期。身體和情感上的性包含人與人之間的紐帶，其可透過深如似海般的感情，或因愛、信任、關懷等情感而生的行為來表達。人類社會會對某人的性產生一定影響，故此性也是一門關乎社會的事。宗教上/精神上的性則關乎某人在精神上跟他人的聯繫。性亦對哲學、法律、政治、文化、伦理道德、宗教產生一定影響，反之亦然。
在大多社會中，人們對性行為的興趣一般會在青春期期間増加。儘管目前沒有一套有關性取向成因的理論得到科學界廣泛支持，但與社會性因子相比，生物性因子得到更多的證據支持，對於男性的情況而言更是如此。性取向是其中的一環，指對不同性别產生性興趣的特定模式。現有證據表明不同文化的同性戀人口比例都差不多，並無特殊性。

## 中文翻譯及定義
英文中的“Sexuality”一詞在中文裏並沒有一個統一的翻譯，有譯者把之譯作性意識、性存在、性现象、性态、全性等等。性社會學家潘绥铭及黄盈盈於《性社会学》中指出，目前的共識仍是沿用「性」這個字，不過背後的意義會有所改變:37-38。
性（sex）為一個形容生物行为和性别的用詞，屬於生物學的範圍；而性（sexuality）較為強調生物以外的心理學和社會學範疇，但亦包含生物層面。世界卫生组织於2001年把前者定義為「决定人类男女两性的性象谱的生物特征的总和」；後者的定義則為「包括性（sex）、性别、性别认同与性向认同、性取向、性爱倾向、情感依恋/情欲和生殖的人的核心方面。它以思想、幻想、欲望、信仰、态度、价值、行为、习惯、角色和关系予以体验或表达。性是生物的、心理的、社会经济的、文化上的、伦理上的和宗教上/精神上的诸因素相互影响的结果。」:37-38

## 發展

### 先天與后天
性被認為是人類與生俱來的；這些特性可能會被人與人交往的物質和社會環境所改變。人類的性是由遺傳和心理活動驅動的。性衝動會影響個人身份和社會活動的發展。一個人的規範性、社會性、文化性、教育性和環境性特徵緩和了性衝動。
兩個著名的心理學學派在「先天與后天」的辯論中採取了正反立場，分別是由西格蒙德·佛洛伊德領導的精神分析學派及其起源能追溯至約翰·洛克的行為主義學派。佛洛伊德相信性衝動是人類的本能。他表示人類有很多本能，但這些本能能大致分為兩大類：厄洛斯（生命本能，包括自我保護和色情本能）及桑納托斯（死亡本能，包括侵略、自我毀滅和殘酷的本能）。佛洛伊德的本能理論指出人類從出生開始便被慾望驅使，渴望獲得和增強身體上的快感，因而他支持先天因素。佛洛伊德更重新界定了性欲，使其涵蓋從人體衍生出來的任何形式的快樂。另一方面，洛克的思想理論則被視為白板，並在後來被行為主義者用來支持周遭環境是人類逐漸發展自己的性的觀點。

### 性別差異
研究者已經提出了心理學上的理論，以解釋在人類的性上所出現的性別差異。精神分析學理論、社會生物學理論、社會學習理論、社會角色理論、腳本理論皆認為，社會會較傾向接受男性性滥交（在一段穩定關係以外跟外人發生性關係、擁有多個性伴侶）。該些理論與有關美國男女對性滥交的態度的研究相符；而性滿意度、對自慰和同性戀的態度、口交的盛行率等調查項目則只有很少差異。兩性的性伴侶數量存有「中等程度」的差異——男性的性伴侶一般稍多於女性。

## 生物學層面
人類就像其他靈長類動物一樣，可大致分為男女兩大性別。除此之外也有一部分是雙性人，他們的各項身體特徵「不能夠符合傳統上男女身體的定義」，約0.018%至1.7%的新生兒為雙性人。性生物學的範圍涵蓋了人的生殖系統、人类性反应周期、影響上述兩者的因子。此外其也涵蓋會影響性的其他層面的因子，包括器質性和神經性反應、遺傳、激素問題、性別問題、性功能障礙:4、155。

### 解剖與生殖
男女的解剖結構差異在早至胎兒期就已出現，而當中差異仍會隨著發育而擴闊:108。一般青少男在成年之前便具有生育能力；而女性在初潮後再過幾年才具有完全的生育能力，因為常规性排卵在初潮大约兩年后才会出现。在麥斯特與強生的研究中，儘管兩性面對性刺激時的反應存有一些細微的差異，但基本類似。女性的生殖週期以約28日的方式循環，大多數成年男性的精子會不斷地生成:97、133。

#### 腦部
邊緣系統及其附近區域對性反應的控制發揮了關鍵作用:256，其會使男性出現心因性勃起，兼在高潮时出現明顯的變化。
催产素、催乳素、促卵泡激素、黄体生成素皆在人類的性上扮演一定角色。催产素和催乳素皆會刺激育後女性分泌乳汁，且會在兩性的高潮期間釋放，帶來緩和放鬆感:111。促卵泡激素是女性排卵的根本原因，因其會促使卵細胞成熟；其在男性中則掌控精子的產生:109、131。黄体生成素和促卵泡激素的水平波動最終會誘發排卵:131。

#### 男性性器官
男性性器官可分為內外兩部，其對性愛與生殖有著重要作用:93、96。精子的生产跟女性一樣，也是周期性的，不過精子生产周期達每天上千萬乃至數億條:32。

##### 外生殖器

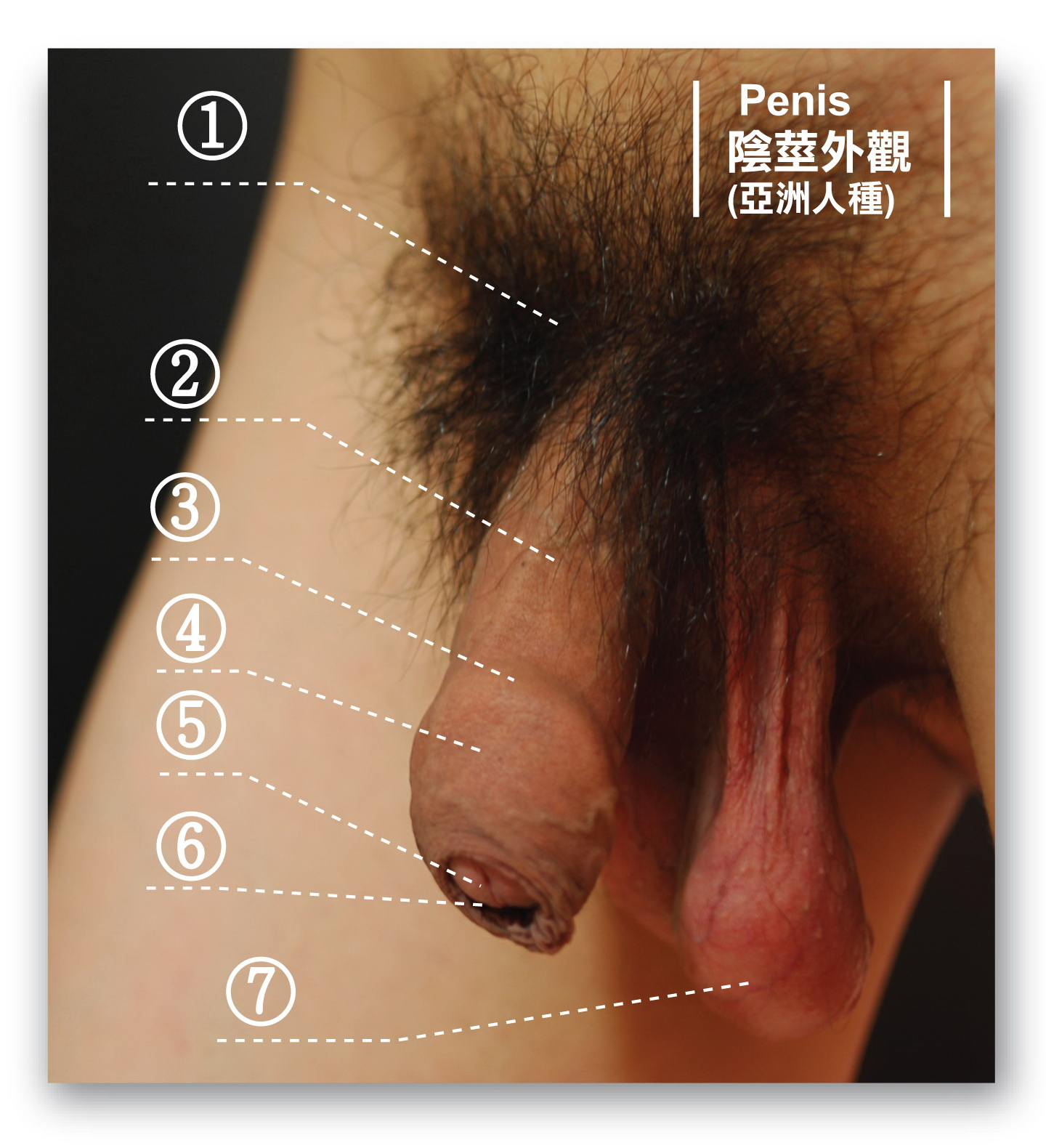
男性外生殖器外觀（亞洲人種）：
①陰毛 ②陰莖軸 ③冠狀溝 ④包皮 ⑤尿道口 ⑥龜頭 ⑦陰囊和睪丸

男性的外生殖器由陰莖及陰囊所組成。精液及尿液皆會在陰莖末端（龜頭）排出:93-96。一項量度了15,521名男性的陰莖尺寸的研究顯示，陰莖勃起時的平均長度為13.12厘米，平均周徑為11.66厘米。 陰莖可分為三個部分：陰莖體、陰莖根部、陰莖頭。
陰莖體內含三個長筒狀的海綿體組織，兩個並排於上方的為陰莖海綿體，在底的為尿道海綿體；後者在末端擴大，形成陰莖尖端:93-94。海綿體組織內存有空腔，在勃起時會充血。龜頭與陰莖體以冠狀脊為分界:93。陰莖體的底部分叉成二個陰莖腳，跟恥骨相連。圍繞著根部的坐骨海綿體肌和球海綿體肌有助於當事人勃起和射精。
龜頭之上由可以縮回的包皮所覆蓋，不過其可能因文化、宗教或醫學因素而被切割掉。在陰囊以內的睾丸可因溫度或情緒而貼近/遠離身體，這能避免精子受損:96-97。

##### 內生殖器
男性的內生殖器包括睾丸、前列腺、尿道球腺、輸精管:96-98。
睾丸是男性的性腺，其會製造精子及睾酮。精子的生成由其生精管負責。間質細胞則負責生成睾酮:96-97。精索為睾丸的血液供應源，其包含血管、神经、输精管，而它的肌肉能夠使睾丸跟身體的距離随温度变化和性兴奋程度而改變:32。
精子在射出之前會先經過四個部分。精子在生成後會先進入附睾內等待成熟。睾丸內有生精小管，即盘绕在每个睾丸顶部和后部的通道。之後其在射精前會進入始于附睾下端的输精管，输精管沿睾丸端向上，成為精索的一部分，扩张的一端是壶腹。然後再進入沿經前列腺並延伸到尿道的射精管，與前列腺液混合，在尿道射出:97。前列腺是一个实心的栗子形器官，它围绕着尿道的第一部分，並儲存着前列腺液:33。其如同女性的G點，一樣能在肛交時提供快感，以至達至性高潮。
前列腺和精囊产生的液體，在与精子混合后，統稱為精液:33。前列腺位於直腸前、膀胱之下。它由兩個主要區域組成：內部區域能夠產生分泌物，潤滑男性尿道內壁；外部區域則能產生前列腺液，使精液更易離開。

#### 女性性器官

##### 外生殖器

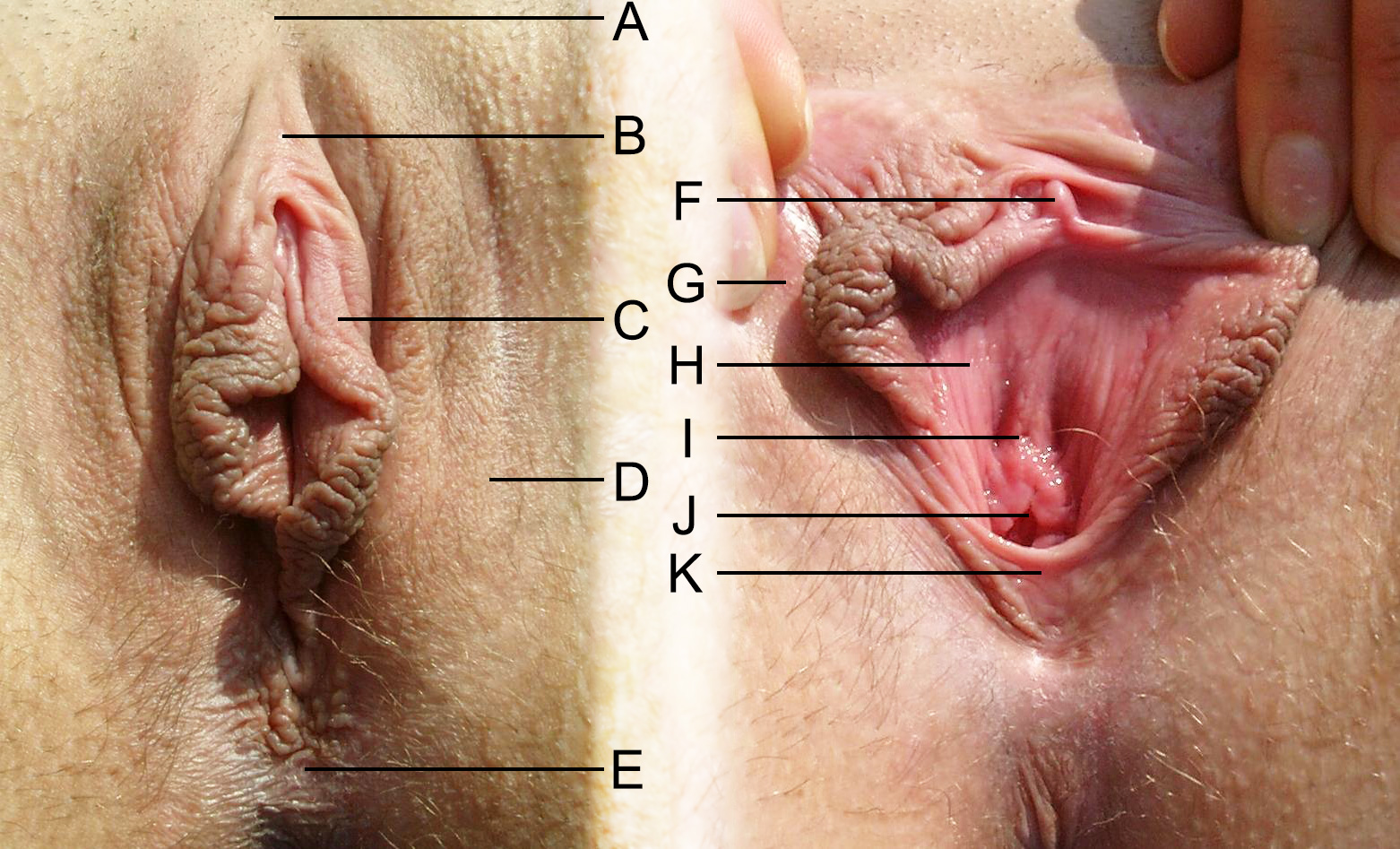
左：阴唇保护外阴内部
右：阴唇分开后暴露出外阴内部
A：唇前连合 B：阴蒂包皮 C：小阴唇
D：大阴唇 E：唇后连合 F：阴蒂头
G：大阴唇内表面 H：阴道前庭 I：尿道
J：阴道口 K：阴唇系带

阴阜是在恥骨上方的脂肪組織。它在青春期期間會逐漸出現隆起，且是一處受人們認定為性感帶的區域。
陰唇分為小陰唇和大陰唇兩部分:86-87。由陰裂分開的外側皺褶是大陰唇，位於女陰兩側，能夠保護女陰的其他結構。小阴唇則是位於阴道口外侧、大陰唇內側的兩個柔軟褶皺。它們的顏色比大陰唇深。其顔色通常是粉紅色或棕黑色，並與人的膚色有關。小陰唇上端則在陰阜前面相遇，形成陰蒂包皮，它能在未受性刺激的情況下覆蓋陰道和尿道口，以保護它們。
陰蒂由跟陰莖相同的胚胎組織發育而成。它包含了8000條感覺神經末梢，所以對觸覺刺激十分敏感。細如豌豆般的陰蒂頭只有一個功能——提供性快感。上述因素使得陰蒂頭成為女性性高潮的主要觸發部分。
陰道口和尿道口有時要在小陰唇分開時才能看見:86-87。陰道口的神經末梢相對較為密集，故此十分敏感:90。它們周圍受到球海綿體肌所圍繞。前庭球處於這组肌肉之下、陰道口的兩側，其會在性高潮當中收縮。處女膜是一層局部地掩蓋著陰道口的薄膜，可以因各種原因而不存在或破裂。處女膜因會在首次性交中破裂，而受到各種文化的關注，但其可因性交以外的活動破裂:89。尿道口在陰蒂和陰道之間，並連著尿道，使尿液在那排出:87。
乳房是女性胸腔前方的皮下組織。儘管它嚴格來說不屬於性解剖的一部分，但它仍在性快感和繁殖上扮演一定角色。乳房由經過調整的分泌線、脂肪、血管、淋巴管所組成。當中分泌線又為纤维组织組成，而內含神經的脂肪則為整個結構提供支持。其主要功能是為嬰兒提供乳汁。乳房會在青春期期間因雌激素水平增多而發育。大多成年女性的乳房包含15-20條能夠生產乳汁的乳腺；泡狀腺、與乳頭相連的乳腺管等不规则的腺叶。該些腺叶由密集的结缔组织分隔和支持，并将其连接到胸肌底层的组织上。结缔组织亦會形成悬韧带，它們從皮肤向内延伸到胸肌组织，以支持乳房的重量。 脂肪數量和遺傳因子決定了乳房的大小:20-21。
很多男性覺得女性的乳房具有性吸引力，這點跨越了文化。刺激女性的乳房可能會激活腦部的生殖感覺皮層（在刺激陰蒂、陰道、子宫颈時同樣激活的區域）。這可解釋為何女性會從乳房刺激當中感到興奮，乃至為何只靠刺激乳房就能達至高潮。陰蒂是女性最為敏感的性部位，從解剖學上而言亦是其性快感的主要來源。

##### 內生殖器

女性內生殖系統正面相對位置圖。

女內生殖器官包括陰道、子宫、输卵管、卵巢。陰道的形狀跟护套相似，並從外陰一直延伸至子宮頸。它會在性交期間容納陰莖，並充當精子的储存區。陰道亦是一條产道——它可以在分娩過程中擴大至10厘米。陰道在膀胱和直肠之間。陰道在一般情況下會向内陷，不過在性兴奋的情況下，它會膨脹，并产生润滑液，以便容納陰莖。阴道壁有三层；內部有天然的益菌負責清潔，它們能壓制酵母菌滋生:24。G点（取自德國婦產科醫生歐斯特·格雷芬貝格）可能位於陰道前壁，受到刺激時可能會引起強烈的性高潮。它的大小和位置可能因人而異，一些女性身上亦可能沒有G点。在它是否存在、它的結構、定義和位置這一些爭議點上，研究人員仍未達成共識。
子宫是一个中空且具有不少肌肉的器官，胚胎會在子宫內植入，并發育成胎儿:26。子宫位于膀胱和消化道之间的骨盆腔内，阴道上方。子宫通常呈90度角向前倾斜，但也有20%的女性向后倾斜。子宫同樣有三層組成；內層為子宮內膜，胚胎會植入於此。在排卵期期間，子宮內膜會增厚，以便胚胎植入。若一直沒有胚胎植入，它便會脫落，以形成大部分的月經出血:91。子宫颈是子宫的窄端。子宫較寬的部分為子宮底:26。
在排卵期間，卵子会沿着输卵管进入子宫。输卵管从子宫两侧向外延伸約10厘米。输卵管末瑞有著多個稱為輸卵管傘的手指狀突起，它們會拾取由卵巢釋出的卵子。卵子之後會以3-4天的時間到達子宮:26、29。在性交後，若男性射出的精液含有健康的精子，它們一般便會从子宫游到输卵管，與在输卵管的卵子結合受精。若受精卵之後一分為二，那麼就會出現同卵雙生。若兩粒卵子分別由不同的精子受精，那麼便會出現異卵雙生的情況。
卵巢從跟睾丸相同的胚胎組織演變而來。卵巢悬韧带固定了卵巢的位置。卵巢是卵子在排卵前儲藏和發育的地方，其亦會分泌女性激素孕酮和雌激素。在卵巢内，卵子受到其他細胞包围，並且包含在初級卵泡之內。從青春期開始，这些卵泡中的一个或多个會在約一個月的跨度內發展成熟。成熟後的卵泡稱為葛蘭氏卵泡:26、28。女性的生殖系统不會生产卵子；出生時約有6萬個不成熟的卵子，當中只有約400個會在其一生中成熟。
一般而言，更年期之前的女性會以約一個月一次的週期排卵——這通常會在月經週期的第14天出現。在第1至第4天，雌激素和黄体酮的水平下降，經血流出，同時子宫内膜开始变薄。在接下來的3至6天，子宫内膜會慢慢脫落。當月經完結時，由下垂體釋出的促卵泡激素水平會飄升，致使下一個週期開始。第5至13天稱為前排卵期。在这个阶段，垂體會分泌較高水平的促卵泡激素（FSH），它會刺激卵泡成熟。還在發展中的卵泡會分泌雌激素，反過來抑制促卵泡激素的釋出，形成負反饋迴路。高水平的雌激素会使子宫内膜增厚，並刺激視丘下部產生促性腺激素释放激素（GnRH），繼使下垂體釋出較高水平的黄体生成素（LH），它的激增会誘发排卵。:131:45-48
在第14天，黄体生成素的急增會令格拉夫卵泡移動到卵巢表面。在這個階段，卵泡會破裂，釋出成熟的卵子至腹腔，再由输卵管绒毛帶入輸卵管。同時宮頸粘液會有所變化，以利於精子移動。在第15至28天，亦即後排卵期，格拉夫卵泡會轉變成黄体，並釋出雌激素。同時產生孕酮，抑制黄体生成素的分泌。子宫内膜繼續增厚，为受孕做准备；卵子則在這段期間沿着输卵管进入子宫。若当事人身体內没有产生受精卵，抑或胚胎沒有着床，月經便會出現:131-132:45-48。

### 性反應週期
性反應週期指的是性行為期間的生理反應模式。其最早由威廉·麥斯特和維吉尼亞·強生提出。根據麥斯特與強生的觀點，人類性反應可分為四個階段：興奮期、持續期、高潮期、消退期。處於興奮期者擁有發生性行為的內在動機。持續期則為達至性高潮前的一段時間，當中兩性皆可能出現一定的生理變化。高潮期是所累積的性緊張的遽然釋放，消退期則為身體恢復到性反應週期開始前的一段階段:65-73。
男性性反應週期由興奮期開始；脊髓的兩個中心控制着勃起此一過程。此時，陰莖和睾丸開始充血、心跳速率增加、阴囊皮膚變厚、精索縮短。在持續期期間，阴茎直径增大、睾丸充血程度增加、尿道球腺分泌预射精液。高潮期可細分兩個階段，當中骨盆區會出現多次收縮——起始時兩次收縮之間的間隔為0.6秒，接着每發生一次收縮，間隔就會多0.1秒：在首個階段，输精管、前列腺、精囊會收縮，以促使第二階段——射精的到來。不過射精跟性高潮不能當作同一回事——儘管在高潮時通常伴隨射精，但是亦有可能發生不伴射精的高潮，或不伴高潮的射精。在消退期期間，大多男性會進入不应期。不应期可能会隨着年纪增加而延長。:238-243:66-69
女性性反應週期同由興奮期開始，此一階段的持續時間從數分到數小時不等。此時，心率和呼吸频率加快、血压升高、胸部和背部可能出现潮紅、乳房略微增大、乳头可能会变硬和勃起。阴蒂、小阴唇、阴道因充血而增大。阴道口周邊肌肉紧绷、子宫提升和增大。陰道壁開始產生潤滑液。到了持續期，始於兴奋期的变化會加剧。持續期會一直延伸到高潮之前為止，再之後就是讓身體回復到初始狀態的消退期。在高潮期期間，心率、血压、肌肉紧张度、呼吸频率都会达到高峰；阴道附近的盆腔肌肉、肛门括约肌、子宫收缩；阴道部位的肌肉收缩会产生高度的快感，但性高潮基本都是以陰蒂為中心。:238-243:70-73

### 性功能障礙與性問題
根據DSM-5，性功能障碍是指「某人的性反应能力或性快感的体验能力出現明显的临床障碍」:423。性功能障碍是因生理或心理上的疾病所致。生理上的原因有激素失調、糖尿病、心血管疾病等。心理上的原因包括但不限於壓力、焦慮、抑郁。不論男女，皆有可能受到性功能障碍的影響。
DSM-5指出，女性性功能障碍有女性性興趣/興奮障礙、性高潮障礙、盆腔腔痛/插入障碍:433-435。當某個女性因體內激素變化、抑郁、懷孕等問題而在6個月內欠缺性興趣/興奮，並使其感到痛苦，那麼便可診斷她患上了女性性興趣/興奮障礙。性高潮障礙也是女性性功能障碍的一種。生理因子和心理因子皆會使女性患上此一障礙:442。盆腔腔痛/插入障碍會使人在性交時感到疼痛。 性功能障碍可能是盆腔肿块、疤痕组织、性傳染病等問題所導致。
常見的男性性功能障碍有性慾低落障礙、射精障礙、勃起功能障碍。男性性慾低落的原因包括身體問題、心理問題（比如焦慮、抑郁）、睾酮水平低下:442。射精障礙可細分作三類：逆行射精、遲發性射精、早發性射精。勃起功能障礙是一種以陰莖反復或時常無法勃起或維持勃起為特點的性功能障礙。

## 心理層面
研究者已就性表達的心理層面進行了大大小小的研究——情感参与、性别认同、人與人之间的亲密关系、繁殖機會等等，都是他們會研究的主題。人类的性对於他們自身有着深刻的情感和心理反应。有的理论家认为，性對於人格發展十分重要。性心理學研究聚焦於探究心理對於性行為和性相關經歷的影響:23。精神分析學創始人西格蒙德·弗洛伊德為以心理學角度分析性的先驅。他亦提出了性心理發展、恋母情结等理論。:33-36
性別認同是指某人對於自身的社會性別的認同感。人們可認同自己是男是女，抑或其他非二元性別。性別認同可跟出生時的指定性別一致，亦可與之不一。所有社会都有一套性别分类，這點可成為某人在社會身份认同上的基礎。
性取向深深影響了人們的性行為和親密關係。
性取向是指一個人認為異性、同性或兩性具有浪漫或性吸引力的恆久特定模式。異性戀者認為異性具有性吸引力，並願意與之建立浪漫關係。同性戀者則認為同性具有性吸引力，並願意與之建立浪漫關係。雙性戀者能對男性和女性皆產生愛慕感、建立浪漫關係，認為兩者皆有性吸引力。
大眾可能會認為同性戀者大多都是「娘娘腔」。此一刻板印象很大程度是因為人們假設在一段異性戀關係中，一定存有在社會角色上扮演女性與男性的人:219-220。但事實上並沒有很強證據證明性取向與非典型性別角色之間的關係。自20世紀後期開始，醫學界已不再視同性戀為一種病態。研究者已提出多個有關同性戀潛在成因的理論，比如遺傳因子、解剖上的差異、出生順序、產前所接觸的激素:222-227。
除了生育需要，人们发生性行为的原因还有很多。一項針對大學生的研究表明，人們從事性行為的目的主要有四個：被對方的身體吸引、幫助自己達至其他目的、增加情感聯繫，以及減輕不安全感。

## 性行為

### 一般行為與健康
人類會從事各種各樣的性行為，有的一個人便可進行（自慰）:230，有的則需與人一起進行（比如接吻、口交、性交、肛交、女陰磨擦）:270、273、275、277。除了上述性活動外，亦有人會從事BDSM、戀物、獸交等非傳統性愛行為。在後兩者，使從事者感到性興奮的對象並非人類:434、438、450。
對於人類而言，很多性活動皆對其健康有一定好處，比如其會降低血壓和壓力、增強免疫力、降低男性患上前列腺癌的風險。性親密和性高潮還會使體內催產素的水平增加，其有助加強人與人之間的感情紐帶和信任。
臨床神經心理學家大衛·威克斯（David Weeks）進行了一項持續10年的長期研究，當中包括3500位年齡介乎18歲至102歲的測試對象。並在研究開始後的第10年客觀地為受試者的照片評分。結果發現定期的性行為有助使人看起來更為年輕。然而當中的因果關係尚不明確。此一結果可能跟性行為能降低壓力、使當事人得到满足、睡得更好的效果直接有關。
細菌、病毒、寄生物可經由性接觸傳染（尤其是插入式性行為），造成性傳染病。在2016年，世界衛生組織估計每年約有3.57億人感染可治癒的性傳播疾病（比如梅毒、淋病和衣原體感染），每天有100多萬例新的性傳染病個案。某些性傳染病可引起生殖器潰瘍；即使沒有潰瘍，也使得人類免疫缺陷病毒感染和傳染的风險各增加了10倍。人類免疫缺陷病毒是世界头号的傳染性殺手之一：在2015年有估計指出，自人类免疫缺陷病毒疫情開始以來，已有約3500萬人因其死亡。2015年的估計亦指出全球约70％人类免疫缺陷病毒感染者來自非洲。「撒哈拉以南非洲地區仍然受到最嚴重的影響，每25名成年人就有1名（4.4％）是人类免疫缺陷病毒感染者。」

### 建立關係

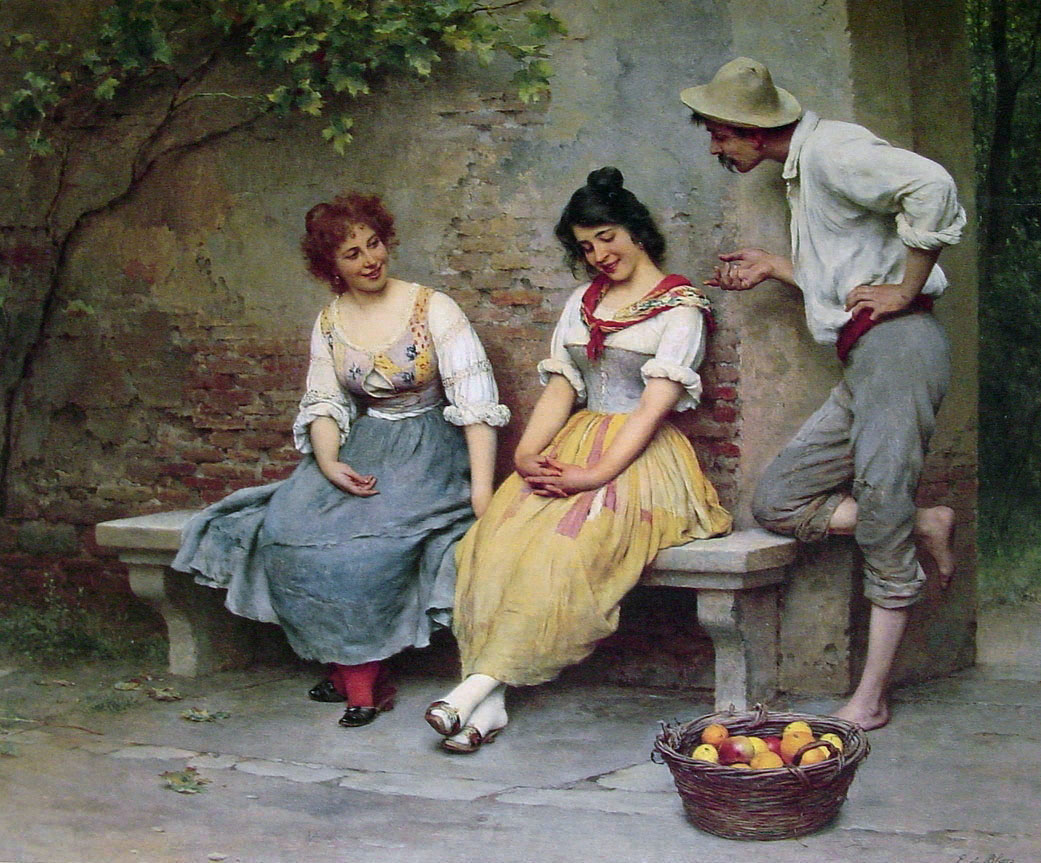
尤金·布拉斯於1904年發表的《调情》（The Flirtation）

每個社會都有其專屬的性腳本，即人們「在社会化过程中习得的性行为模式和观念」，对於其性行为有着重要作用。「性脚本规定了人们同谁发生性行为，做些什么，时间，地点，以及为什么要发生性关系」:72。很多人都會依據其社會的性腳本建立關係，比如在美國，一段典型的性腳本可能跟着以下順序進行：參加派對、喝酒、調情、閒逛/談話、跳舞、發生性行为:38-39。而人們在當中可能用到以下技巧：
- 調情：令他人認為自身具性吸引力，從而誘使人與之建立性與浪漫關係。其涵蓋肢体语言、溝通、開玩笑、一點兒的身體接觸[110]。不少社會容許人們以調情吸引人注意。調情的方法各種各樣，很多人會特別偏好於某一種的調情方式。調情者可能表現得彬彬有禮，亦可能表現得俏皮輕窕，此外亦有十分熱情的例子。有時候人們會不能了解對方是否對自身感興趣[111]。调情方式因文化而异，不同文化有着不同的社交礼仪，這點可在眼神接触的時长、能跟人站多近等事項上看到[112]。
- 勾引：某人故意引诱另一个人从事性行为的过程[113]。人們不會常對自己所吸引的人這樣做，除非其感到性兴奋。其意義則要視乎用法，它既可用於正面，亦可用於負面[114]。

### 性感
性感是指建基於性欲或引發有關欲望的特質的吸引力。性吸引力或性魅力是指某人能夠在性或情色上吸引其他人的能力，它是性選擇和配偶選擇的其中一項因素:362-364。某人可以被他人的身体或其他特征所吸引:362-363。人們在評價某人的吸引力時通常會考慮各種特質，比如體型、臉部特徵、膚色:335、价值观、是否尊重自己、性格、性別角色、文化背景:191-194。
某人的性吸引力在很大程度上取決於評價者的主觀興趣及其性取向。比如同性戀者傾向於認為同性比起異性更有吸引力。双性恋者則認為兩性皆有性吸引力。此外世上亦有無性戀者——他們一般不會認為他人具性吸引力，但卻會感受到具浪漫性質的吸引力。
某人的身體及其他特質能引起其他人的性興趣——這點已為廣告、音樂錄影帶、色情作品、電影、娼妓業之所應用:517:19-23。

## 性與年齡

### 童年
西方在18至19世紀將兒童建構在一種「無性」的話語之上，並認為其之後才會變成「有性」:59。直到西格蒙德·弗洛伊德於1905年發表了《性学三论》，在當中認真探討兒童的性，有關話語才開始出現缺口。他在當中論及的理論雖存有不少爭議（比如性心理發展和恋母情结），但其亦承認了「兒童有性」及其重要性。
弗洛伊德認為性驅力在某程度上決定了人的生活和行为，並表示兒童打從一出生起便有性驅力。他在性心理發展理論中加入了這種觀點，同時指出性能量（力比多）是成年人的主要內在驅力。他寫道，人際关系对於某人的性與情感發展起着重要作用。母親與嬰幼兒的互動會對其日後獲得快感和依附的能力產生影響——這點已為日後研究認同:302-303。
阿尔弗雷德·金赛同樣在《金赛报告》中論及了兒童的性。兒童很多都對他們的身體、性器官、性功能感到好奇，比如他們可能會問人「嬰兒從哪來的」。他們亦開始了解男女之別。很多孩童會抚弄自己的生殖器，甚至自慰:303:238。像医生游戏般的孩童性遊戯涉及到互相查看對方的性器官。很多孩童皆會跟兄弟姊妹或朋友一起參與某些類型的性遊戲。此類遊戲一般會在孩童進入小學時慢慢減少，但性好奇仍舊維持:239。處於前青少年的孩童比起之前較有可能擁有自慰的經歷:306。在此一階段的孩童很多都聽說過有關性交的事:306-307。

### 青少年
性對於很多青少年而言是十分重要的。他們會在這個階段對性表露出更大的興趣。在青少年階段，會進行自慰者的比例大幅增加:276。除此之外，他們亦可能會跟人約會，並從事親吻、擁抱，乃至口交、性交等各類性行為:389-390。不過首次從事某種性行為的年齡可能具有文化及種族差異:246:389-390。
此外性少眾通常會在這個階段就此發展出一套身份認同，這包括性取向認同和性別認同。儘管現今青少年對於性少眾的態度相對較為接受，但同輩或照顧者仍可能因此對他們存有偏見，乃至對之進行騷擾:279-280。一些青少年會從事某種形式的同性性行為，但這並不反映其真正的性取向:392。
擁有性與戀愛關係這件事對青少年的影響可正可負。性與戀愛關係能使青少年獲得維繫日後的高質量關係所必需的技能:275-276。青少年的積極浪漫關係可帶來長期的好處。高質量的浪漫關係亦與成年早期的高度献身有著關係，並跟社交能力正相關。
不過擁有戀愛關係的青少年更有可能體會到各種負面情感，比如焦虑、嫉妒、抑郁，從而增加自殺的風險:285。此外性行为在當代社會伴有一定的風險。可能的風險包括情緒困擾（比如害怕遭到侵犯）、感染像艾滋病般的性傳播疾病、未成年懷孕。

### 青壯年
青年人比起青少年普遍擁有較多私隱和較少的照顧者管制:249。當代青年比起以往更為遲婚:400-401，但亦普遍從事過性交、口交、愛撫等各類性行為:249:26。一些人亦會發生一夜情，或與炮友發生性關係:289-291。這點可增加，亦可減少當事人的自尊或壓力:402。性经验史較长的青年人傾向擁有較多的性伴侶:249。
很多成年人，尤其是青年人，雖有進入過戀愛關係，但從未結婚。他們有的選擇同居，有的則為異地戀。有的則在保持獨身的同時，願意與其他人發生性行為，以獲得更大自由；也有的在尋找伴侶:299。青壯年人亦可能會從事網路性交——以此作為尋找伴侶或維持關係的方式:301。
此外亦有不少成年人選擇結婚，以此獲得更多的安全感和共享時光:409。婚姻在很多時候會為婚內者之間的性行為提供正當性及排他性:411:305，不過仍有容許婚姻以內者跟外人發生性關係的婚姻類型（群婚、開放婚姻），儘管此類型的婚姻比較罕見:411-412。此外在部分國家地區，同性伴侶可以同性婚姻或民事結合的形式進入相同或類似的關係:411。很多婚內配偶會與對方維持一段長時間的性關係:305-306。婚內者亦有可能會繼續自慰，這點雖可能令其感到罪惡感，但其仍屬正常行為:307。
部分婚姻會以離婚收場，不少人因為溝通問題而離婚:422。子女撫養權的糾紛往往在離婚後不久出現，並會反映出家長如何爭奪控制權及其矛盾的心態。離婚通常會導致青少年與欠子女撫養權的家長的聯繫減少。離婚對於不稳定和经常虐待子女的家庭而言有着積極的影響，因為其會減少家庭衝突；但是大多數研究表明，離婚對青少年以至青少年後的發展皆有負面影響。一項研究發現，與生活在穩定的離婚後家庭的同儕相比，在青少年後期經歷離婚和家庭轉變的子女的數學和社會研究的表現發展較為緩慢。此外離婚者的失败感、孤独感、对未来的不确定性會較高:423。
此外亦有人會從事婚外性行為。人們會因各種各樣的原因從事之，比如想打破日復如常的生活、想報復自身伴侶、感到婚姻生活不公平。演化心理學認為此類行為具有演化基礎，致使男性能擁有更多的後代、女性則擁有更多的資源優勢:419:316-317。很多人視網上出軌（cyberaffair）同為對配偶不忠:313。若果配偶發現對方從事婚外性行為，那麼其便可能感到愤怒、嫉妒、失去自尊，甚至促使他們離婚。不過在一些情況下，婚內者反而可能會以此作契機，開始嘗試改善彼此的關係:421。

### 中老年
認為中老年人失去從事性行為的興趣和能力仍是一種常見的刻板印象。此一誤解在經過西方大眾文化普及後，便使得很多人嘲笑意图从事性行為的老年人。年龄不一定会改变对性表现或性活动的需求或欲望。随着时间推移，很多相處尤久的老伴侶會出現性行為頻率下降，從事的類型不同以往的情況。但许多伴侶的親密度和對對方的愛意會增加。
踏入更年期的女性會出現性慾減退、性器官脫敏的情況。一些年老女性會出現性交疼痛。男性的睾酮水平則會下降，再加上他們有較高風險患上心血管疾病、糖尿病等疾病，故較容易出現勃起功能障礙。不過為數不少的中老年人仍繼續從事各種的性行為，並视性為其生活的重要一環:321-327。

## 社會文化層面

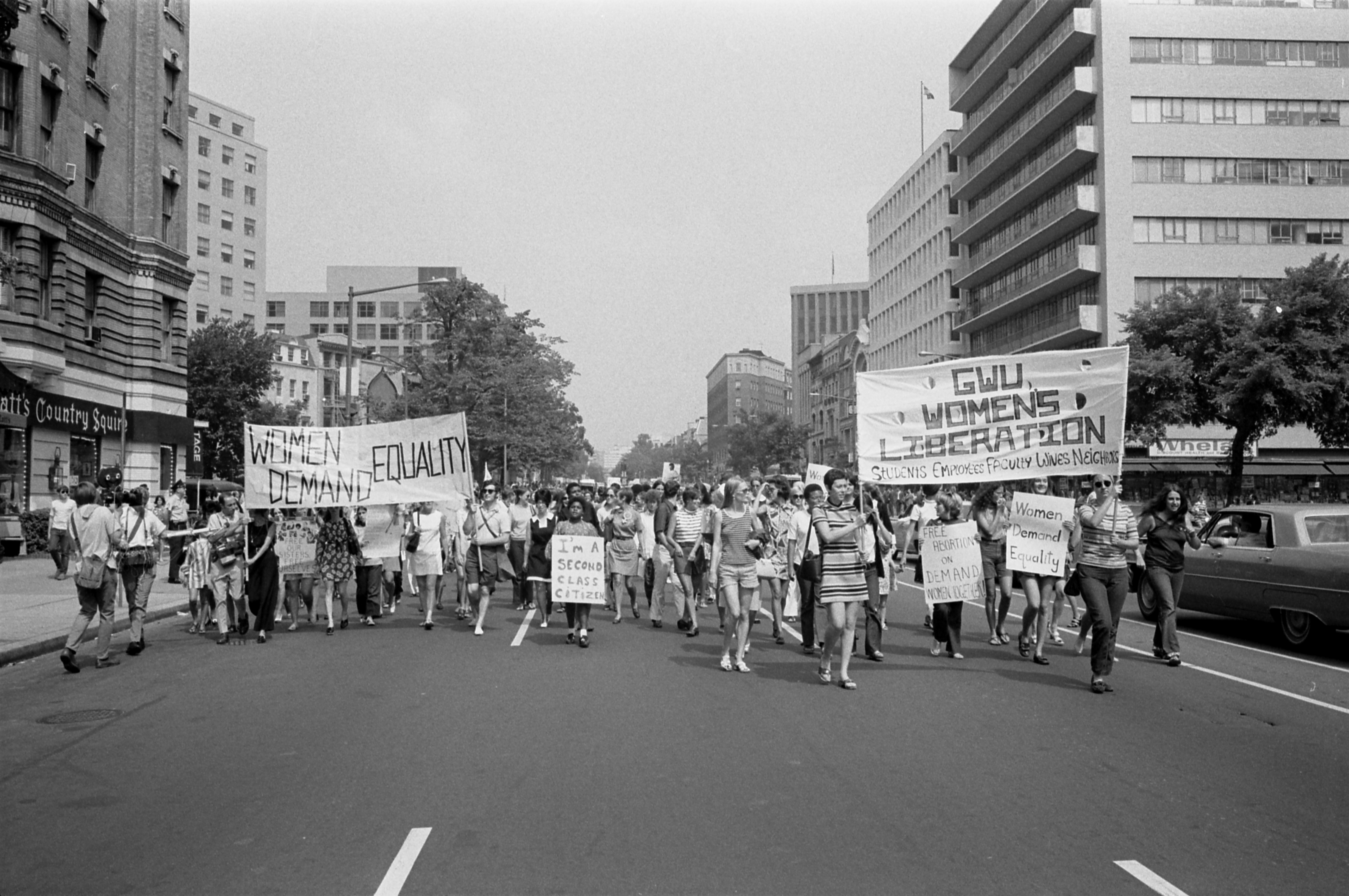
1970年8月，美国华盛顿特区的一次第二波女性主義遊行。他們由法拉格特廣場一路遊行到拉法耶特公園

1972年，英國倫敦的一次同性恋解放遊行

人類的性是一種經過社會化的產物:14-17，致使不同的社會有著不同的性文化、風俗、實踐:22-23。社会文化背景會影响并產生適用於該個社會的规范——這點涵蓋政治和傳媒對於性觀念的影響。纵观历史，性的社會規範一直受到各種各樣的事件所影響，性革命和女權運動便是兩例。

### 性教育
「何時應對兒童開展性教育」及「如何開展」是有關教育的兩大核心問題。所有已發展國家的教育體系都存有某種形式的性教育，但當中會談及的內容則大有不同。在澳洲及歐洲大部分國家，性教育往往從學前教育開始，而另一些國家則可能會去到前青少年期及青少年期才正式開展。性教育涵蓋性的生物、心理、社會層面。在加拿大，學校為9年级学生獲得性資訊的主要渠道:554；而據潘绥铭於2010年為中國大陸14-17歲的青少年進行的調查顥示，73.5%受訪者的學校很少或完全沒有讲授性教育:292-294。
在美國，很多性教育課程皆在提倡守貞——即鼓勵人在婚前克制自己的性活动。綜合性性教育則與之相反，其鼓励学生要对自己的性行为负责，并讓之了解如何在自身同意時进行安全、健康、愉快的性行为。
守貞教育的支持者相信，綜合性性教育會令更多青少年發生性行為。而綜合性性教育的支持者則認為，青少年無論如何都會發生性行為，故應讓他們了解如何有責任地進行之。根据美國全国青年纵向调查的数据，许多打算守貞的青少年並未能做到这一点，而當這些青少年真的發生性行為時，許多人都未採取安全措施。

### 性的歷史
性是人類史上的重要一環。每個文明對性都有其獨特的標準、表現，並在一定程度上反映在行為上:9。
在农业兴起之前，人類主要靠狩獵採集或游牧維生，並形成一定的群居生活。他們對於性事的限制較少，十分注重性快樂和享受，不過在當中仍能找到一定的限制和約束。早期人類有關性規範的爭議主要圍繞着「快樂享受」與「經濟秩序」的取捨。狩獵採集者十分重視某些類型的性象徵:11。
狩猎采集社会的艺术在很多時候共同表露出一種矛盾——既強調男性的性和力量，又要在性上將性別模糊化。比如在古埃及创世神话中，太陽神亞圖姆透過在水內自慰，創造了尼罗河。在苏美尔神话中，底格里斯河的海水源自於神的精液 :12。
當人類踏入農業社會後，整套性的體系亦出現了变化。在亚洲、非洲、欧洲大部分地区，以及美洲部分地區，此類變化持續了數千年之久。這些社會以城市化、人口及其密度増加為共通點，故需對性行为进行集体監管。孩童因跟父母共用一個寢室，而經常目睹父母從事性行为時的景象。有鑑於社会开始实施土地所有制，故人們開始重視父母-子女關係，並在觀念上重男輕女。這使得女性的性受到比起男性更為嚴格的控制。隨着這种性意识的發展，人類開始在性上出現佔有欲和嫉妒心。:15-17
每个古典文明都在承接早期文明的同時，对性别、性美學、同性性行为等建構出一套獨特的態度。在當時，中国、希腊、罗马、波斯、印度的人民都推出了一些性手冊，其中一些態度區別可在手冊上看到。:27-40
在中世紀中期之前，基督教会一直忽略或容忍同性性行为。在12世纪，对同性恋的敌意开始在宗教和世俗机构中蔓延。到了19世紀末，西方已將其視作一種病態。
在第一次工业革命開始時，性的規範亦出現了不少變化。像橡膠避孕套和避孕隔膜般的人工避孕器具開始出現:96。醫師開始介入性相關問題，為性道德和健康提供建議:100。新興的色情產業不斷壯大:98；日本通過第一條反對同性戀的法律:118。在西方，同性戀的定義出現了轉變，並對其他文化更具影響力。新的文化接觸使人開始評論或批判自身或其他社會的性傳統:103。性行为也出現重大的轉變。由於人們踏入青春期的時間比以往提前，故人們開始聚焦於青少年身上，視之為性困惑和危险的時期:81。婚姻的意義也出現了變化——人們愈來愈認為應為愛而結婚，而非像過去般為了繁殖和經濟:103。
哈维洛克·艾利斯和西格蒙德·弗洛伊德對於同性戀採取更為寬容的立場。艾利斯表示同性戀者生來如此，故此其並非不道德或一種疾病。很多同性戀者對社會有着重大貢獻。而弗洛伊德則認為，雖然同性戀者是「变态」，但他們很多都有着良好的心理發展和健康:225。弗洛伊德和艾利斯皆認為同性戀是因性別角色反轉而起:219。
阿尔弗雷德·金赛開創了當代性研究的先河。他原先只為其在印第安纳大学任教的學生進行性行為問卷調查，不過調查方法在之後則改為個人訪談，並擴大範圍至美國全國。金赛等人收集了5,300名男性和5,940名女性的訪談記錄:60-61。他們的調查結果發現，很多人都有過自慰和口交；女性能夠達至多重性高潮:235、276；不少男性在其一生中從事過某種類型的同性性行為:429。
在醫師威廉·麥斯特和行为科学家維吉尼亞·強生開展其性生理研究之前，性生理學和性解剖學研究往往只流於研究實驗動物。麥斯特與強生直接觀察和記錄了人類在實驗室環境下進行性行為的生理反應。他們總計觀察了312名男性和382名女性上萬次的性行為，並從中探索出治療性問題的一套方法。麥斯特與強生在1965年開設了首間性治療診所。他們於1970年推出了《人類性功能障礙》（Human Sexual Inadequacy）一著，於當中講述他們的治療技巧:64-65、325。
美国心理学会於《精神疾病診斷與統計手冊》首版中把同性戀認定為一種精神障礙。此一定義在1973年之前一直是對於同性戀的專業了解。到了1973年，美国心理学会把同性戀從診斷名單中剔除，正式把其除病化。伊夫林·胡克在1956年向美国心理学会發表了其對於同性戀和異性戀者的研究，結果顯示同性戀與心理失調沒有任何關係。

### 生殖與性權利
性與生殖健康及權利為一門將性與生殖跟人权聯上關係的概念。此一當代概念存有爭議性，因為它直接或非直接地在一些道德與宗教議題上下了定調，比如生育控制、LGBT權利、人工流产、性教育、選擇伴侶的自由、選擇性活躍與否的自由、身體的完整權、決定是否生養孩子以及生養間隔的自由。
瑞典政府表示：「性權涵蓋所有人在與性和身體相關的事務上的自主決定權......生殖權利則包括人人對於生養數量以及生養間隔的決定權」。有些文化並不接受性權的某些面向—— 它們會把合意發生的性行為刑事化（比如同性性行為、婚外性行為）、容許强迫婚姻和童婚、沒有把所有非合意的性行為（比如婚内强奸）和残割女性生殖器刑事化、限制避孕器具或服務的流通。

### 法律問題
世界各地皆以法律規限人類的性，比如把某些性行為刑事化、給予個體作出性相關抉擇的自主權或私隱、使人們得到平等對待，免受歧視；就婚姻和家庭问题进行立法；保护个人免受暴力、骚扰、迫害。人類的性法律最早可追溯至大約公元前2100年的烏爾納姆王朝，當中包含了對通姦的處罰。
很多國家都會就強奸、性侵犯、近亲性行为、最低合法性行為年齡設有限制。各地區對於性交易、色情作品、人工流產的取態和法律限制有着不少差異。

### 宗教與性
對於一些宗教而言，性行為最主要的層面為精神上的。一些則相反，認為其主要關乎肉體。有些宗教則認為，為特定目的或儀式而進行的性行為，才具有宗教上/精神上的意義。一些宗教認為身心靈為合一的，但另一些則認為人類的性能填補精神與身體的鴻溝。
部分宗教保守主義者會認為同性戀者就應該保持獨身，並可能會認為他們的性傾向能透過LGBT迴轉治療或祷告改變，以此脫離同性戀。他們亦可能會視同性戀由父母養育不足所致，並為不道德的一種性偏好或精神障礙，應該把之刑事化。同時認為同性婚姻會危害整個社會。
在另一方面，很多宗教自由派會從性吸引和自我認同的角度入手，以此定義與性有關的標籤。他们也可能认为同性戀行為就像異性戀行為般，一樣是道德中立的。並認為同性戀不是一種精神障礙，而是一種由環境和遺傳因素共同促成的固定性取向。他們傾向於認同同性婚姻。

#### 犹太教
對於犹太教而言，一個已婚的猶太人需向妻子提供稱為「onah」（依字面意思可解作「她的時間」）的性愉悦。這是名为「ketubah」的猶太婚姻契约的其中一項条件。根據犹太教對婚姻的看法，性慾一般不被認定为罪恶，但需要選取適当的时間、地点以及方式去滿足性慾。結婚則是天經地義的一件事:602。

#### 基督教
基督教各宗派對於性的立場有部分相異，但共同點為性行為與婚姻密不可分。在《聖經》中有多處涉及性的規範，其中最為人所知的是《十誡》中的「不可奸淫」誡命。

##### 天主教會
對天主教會而言，性是「有價值和珍貴」的，不過人們須在遵照自然法的情況下使用之。天主教會認為性是夫妻雙方對彼此的完全交付，因此性行為必須是一男一女在婚姻關係內進行才是正當的，且必須對生育開放，不應把性行為跟生育分離。為此，不只婚外性行為，天主教會亦把排斥生育可能性的性行為視為罪惡，這包括使用避孕器具的性行為、自慰以及同性性行為；同時，天主教會鼓勵未婚之人守貞。
以上述立場為延伸，天主教會還反對體外人工受精等人工生殖行為，認為這可能使胚胎淪為「工具」而剝奪人性尊嚴。

##### 聖公宗
對聖公宗而言，性是上帝設計給婚內男女的一份禮物。它亦視單身或宗教上的獨身主義跟基督類同。它表示被同性吸引的人同樣受到上帝寵愛，能夠成為基督的身体，不過此一教派的領袖對於同性性取向和表達意見不一。它認為以下類型的性表達為罪惡：「濫交、賣淫、亂倫、色情製品、恋童、掠夺性性行为、性虐戀、通奸、暴力對待妻子、女性割礼」。聖公宗十分關注誘使年輕人參與性行為的壓力，並鼓勵他們守貞。

##### 福音派
幾個福音派分支鼓勵年經的基督徒許下守貞誓言，公開承諾在基督教婚姻之前禁慾。許諾者常常會偑戴貞潔指環，以此作為有關諾言的象徵。
福音派常會鼓勵青年人和未結婚的伴侶盡快結婚，以讓他們的性符合上帝的旨意。
虽然有些教会在性相關議題上十分謹慎，但在美国和瑞士，一些福音派教會会在崇拜或聚會上明確表示，滿足的性生活是上帝的恩賜，並是和諧的基督教婚姻的一環。很多福音派書籍和網站聚焦於性相關議題上。
福音派對於同性戀的看法差異很大。有的採取自由主義的態度，亦有的偏向保守主義，不一而足。

#### 伊斯兰教
對於伊斯兰教而言，性慾是一種自然的冲动，不应壓抑之。不過它亦不會接受自由無束的性行為，反而認為其應在負責任的情況下得到滿足。它認為婚姻是聖行的一種。虽然伊斯兰教的性受到伊斯蘭性法學所管束，但它同時强调婚姻中的性快乐。一夫多妻對於伊斯兰教而言是可以接受的，但他必须在身体上、精神上、情感上、经济上、靈性上照顾这些妻子。
不過伊斯兰教極力反對同性戀，一些穆斯林律师建议应将同性恋者处死。在另一方面，一些人認為伊斯兰教对異性在婚姻內的性行為持開放態度。

#### 印度教
印度教認為夫妻之間的性行為才是正當的；而婚內者的責任之一則為以性快感滿足性沖動。它認為婚前的任何性行為都會影響智力發展，故應盡力避免——對於出生到25歲之間的人而言更是如此。在印度教眼中，欲樂為人類生活的四大目標之一。印度教的《欲经》只有一部分論及性，它並非一本聚焦於宗教或性的著作。

#### 锡克教
锡克教認為貞潔是十分重要的。錫克教徒認為神的神聖火花存於每個人的體內，故保持清潔和純潔是十分重要的。他們亦認為性行為只應在婚姻以內進行，禁止婚外性行為。他們視婚姻為對神的承諾，同時是一種靈性上的結合。錫克教十分注重和鼓勵一夫一妻制，不鼓勵像獨身和同性戀般的其他道路。不過锡克教相對不那麼看重性。